# U Nativu
U Nativu est une statue-menhir appartenant au groupe corse découverte à Barbaggio, dans le département de la Haute-Corse en France. Elle est désormais exposée à Patrimonio.

## Description
La statue-menhir a été découverte en 1965 lors de travaux agricoles près d'un col sur la commune de Barbaggio à proximité immédiate du ruisseau U Nativu (« le natif ») qui lui a donné son nom. Une fouille de sauvetage entreprise sur place en 1985 par Jean-Claude Ottaviani et Jacques Magdeleine a permis de découvrir trois blocs de calcaire qui pourraient avoir appartenu à une ou plusieurs statues du même type désormais détruites. Elle a été découverte brisée. Après sa restauration, elle a été transportée à Patrimonio où elle est exposée.
La statue-menhir mesure  2,21 m de hauteur. Elle a été sculptée dans une dalle de calcaire, cas unique en Corse. De forme très longiligne, elle comporte des détails très soignés. La tête surmonte un cou massif. Le bloc nez-arcades sourcilières en « T » rappelle le style des statues-menhirs du groupe provençal. Les yeux sont représentés par de petites cupules et la bouche, ouverte, par un rectangle en creux. Les pectoraux sont figurés par deux rectangles accolés en relief, qui pourraient représenter une armure, et les seins par deux creux irréguliers. Au dos, le même ensemble schématique représente la colonne vertébrale et les omoplates.